# جوناثان بوتينيلي
جوناثان بوتينيلي (بالإسبانية: Jonathan Bottinelli) (14 سبتمبر 1984 ببوينس آيرس في الأرجنتين - ) هو لاعب كرة قدم أرجنتيني في مركز الدفاع. شارك مع منتخب الأرجنتين تحت 20 سنة لكرة القدم ومنتخب الأرجنتين لكرة القدم. أما مع النوادي، فقد لعب مع أرسنال ساراندي وأضنة دمير سبور وريفر بليت وكلوب ليون ونادي أونيفرسيداد كاتوليكا ونادي تولوكا ونادي سامبدوريا ونادي سان لورينزو.

## مسيرته الكروية
لعب جوناثان بوتينيلي خلال مسيرته الاحترافية مع 7 أندية في عشرون موسمًا وسجل خلالها 22 هدفًا ضمن 406 مباراة. ولم يفز بأي موسم بالكأس وفاز موسمين بالدوري.
خاض جوناثان بوتينيلي مسيرته مع نادي سان لورينزو في موسم 2002–03 ليلعب معه عشرة مواسم، مشاركًا في 235 مباراة سجل خلالها 14 هدفًا. ثم انتقل إلى نادي ريفر بليت في موسم 2012–13 ولمدة موسمين، حيث شارك في 33 مباراة سجل خلالها هدفا وحيدًا. لينتقل بعدها إلى نادي أونيفرسيداد كاتوليكا في موسم 2013–14 لمدة موسم واحد، مشاركًا في 13 مباراة ولم يسجل أي هدف. ثم انتقل إلى نادي كلوب ليون في موسم 2014–15 لمدة موسم واحد، مشاركًا في 20 مباراة سجل خلالها هدفين. هذا وانتقل لاحقًا إلى نادي أرسنال ساراندي في عامي 2016-2018 ولمدة موسمين، مشاركًا في 41 مباراة سجل خلالها 3 أهداف. ثم انتقل بعدها إلى نادي يونيون دي سانتا في في موسم 2017–18 واستمر معه طيلة ثلاثة مواسم، مشاركًا في 56 مباراة سجل خلالها هدفين.

## روابط خارجية
- جوناثان بوتينيلي على موقع قاعدة بيانات كرة القدم.إي يو (الإنجليزية)
- جوناثان بوتينيلي على موقع ناشيونال فوتبول تيمز (الإنجليزية)
- جوناثان بوتينيلي على موقع Soccerway.com (الإنجليزية)
- جوناثان بوتينيلي على موقع عالم كرة القدم.نت (الإنجليزية)
- جوناثان بوتينيلي على موقع AS.com (الإسبانية)